# The Flamingos
The Flamingos – amerykańska grupa rhythm and bluesowa śpiewająca początkowo także doo wop. Wszyscy członkowie grupy charakteryzowali się fenomenalnymi warunkami głosowymi i śpiewali w złożonych, wielogłosowych harmoniach. Grupa powstała w 1952 i zakończyła działalność w początku lat siedemdziesiątych XX wieku. Największym przebojem grupy była piosenka I Only Have Eyes for You.
W grupie występowali:
- Jake Carey – śpiew (bas)
- Zeke Carey – gitara
- Johnny Carter – śpiew (tenor)
- Tommy Hunt – śpiew
- Terry Johnson – gitara
- Earl Lewis – śpiew (bas)
- Solly McElroy – śpiew
- Nate Nelson (wł. Nathaniel Nelson; ur. 10 kwietnia 1932 w Chicago, zm. 1 czerwca 1994) – perkusja, śpiew

W 2001 grupa The Flamingos została wprowadzona do Rock and Roll Hall of Fame.
Dyskografia The Flamingos:
1959 The Flamingos
1959 Flamingo Serenade
1960 Flamingo Favorites
1960 Requestfully Yours
1972 Today